# کلی برنا
کلی برنا (انگلیسی: Kelly Brena؛ زادهٔ) بازیکن فوتبال اهل فرانسه است.
وی همچنین در تیم ملی فوتبال Martinique بازی کرده‌است.